# Херст (Илиноис)
Херст (енгл. Hurst) град је у америчкој савезној држави Илиноис. По попису становништва из 2010. у њему је живело 795 становника.

## Демографија
Према попису становништва из 2010. у граду је живело 795 становника, што је 10 (1,2%) становника мање него 2000. године.
| Група             | 2000.       | 2010.       |
| Белци             | 781 (97,0%) | 771 (97,0%) |
| Афроамериканци    | 8 (1,0%)    | 6 (0,8%)    |
| Азијати           | 0 (0,0%)    | 0 (0,0%)    |
| Хиспаноамериканци | 10 (1,2%)   | 6 (0,8%)    |
| Укупно            | 805         | 795         |